# 土倉光三郎

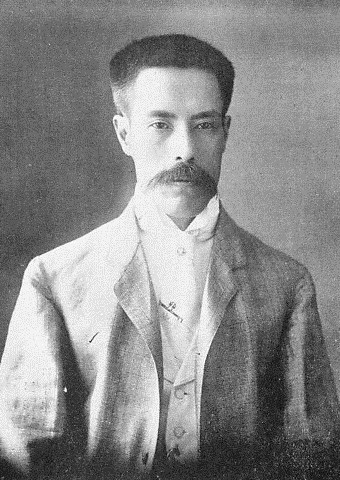
土倉光三郎

土倉 光三郎（とくら みつさぶろう、明治3年3月20日（1870年4月20日） - 1942年（昭和17年）3月7日）は、明治から昭和戦前期の華族（男爵）。備前岡山藩家老家（佐伯1万石領主）であった土倉家当主。

## 生涯
1870年（明治3年）、元美作勝山藩主三浦義次の三男として生まれる。
1881年（明治14年）、土倉万亀（土倉正彦夫人）の養子となり土倉家を相続した。土倉家には先に兄（三浦義次の次男）の鉚太郎が入って当主を務めていたが、1879年（明治12年）に離縁となっており、光三郎による相続までは万亀が女戸主を務めていた。
1906年（明治39年）9月17日、男爵に叙され華族に列した。1942年（昭和17年）没。

## 家族・親族
妻は、男爵（元岡山藩家老）池田政和の長女の盈（みつる）。盈は万亀（政和の姉）の姪にあたる。
『平成新修旧華族家系大成』は1男1女を掲載する。光三郎の死後、1943年（昭和18年）に孫の土倉一郎が爵位を継承し、その後の華族制度廃止を迎えた。